# Czech International Future Series 2025
Die Czech International Future Series 2025 im Badminton fanden vom 19. bis zum 22. Juni 2025 in České Budějovice statt.

## Sieger und Platzierte
| Disziplin    | Gold                        | Silber                      | Bronze                             |
| ------------ | --------------------------- | --------------------------- | ---------------------------------- |
| Herreneinzel | Collins Valentine Filimon   | Emre Lale                   | Lakshay Sharma                     |
| Herreneinzel | Collins Valentine Filimon   | Emre Lale                   | William Bøgebjerg                  |
| Dameneinzel  | Wang Yu-si                  | Sophia Noble                | Heli Neiman                        |
| Dameneinzel  | Wang Yu-si                  | Sophia Noble                | Jenjira Stadelmann                 |
| Herrendoppel | Jonathan Dresp Simon Krax   | Buğra Aktaş Emre Sönmez     | David Eckerlin Danial Iman Marzuan |
| Herrendoppel | Jonathan Dresp Simon Krax   | Buğra Aktaş Emre Sönmez     | Scott Guildea Paul Reynolds        |
| Damendoppel  | Yasemen Bektaş Sinem Yıldız | Selin Hübsch Amelie Lehmann | Julia Meyer Iris van Leijsen       |
| Damendoppel  | Yasemen Bektaş Sinem Yıldız | Selin Hübsch Amelie Lehmann | Raiia Almalalha Sofiia Lavrova     |
| Mixed        | Simon Krax Amelie Lehmann   | Emre Sönmez Yasemen Bektaş  | Joshua Magee Moya Ryan             |
| Mixed        | Simon Krax Amelie Lehmann   | Emre Sönmez Yasemen Bektaş  | Armin Sarosi Lena Rumpold          |